# Superliga 2003/04 (Türkei)
Die Saison 2003/04 war die zwölfte Spielzeit der Superliga, der höchsten türkischen Eishockeyspielklasse. Meister wurde zum zweiten Mal in der Vereinsgeschichte Polis Akademisi ve Koleji.

## Hauptrunde
|    | Klub                            | Sp | S  | U | N  | Tore    | Punkte |
| -- | ------------------------------- | -- | -- | - | -- | ------- | ------ |
| 1. | İzmit Büyüksehir BSK            | 14 | 13 | 1 | 0  | 189: 18 | 27     |
| 2. | Polis Akademisi ve Koleji       | 14 | 12 | 0 | 2  | 316: 29 | 24     |
| 3. | Büyükşehir Belediyesi Ankara SK | 14 | 9  | 1 | 4  | 154: 56 | 19     |
| 4. | İstanbul Paten SK               | 14 | 9  | 0 | 5  | 121: 96 | 18     |
| 5. | İzmir Şirintepe SK              | 14 | 5  | 0 | 9  | 54: 178 | 10     |
| 6. | TED Istanbul Kolejliler SK      | 14 | 3  | 0 | 11 | 47: 217 | 6      |
| 7. | TED Ankara Kolejliler SK        | 14 | 2  | 0 | 12 | 42: 181 | 4      |
| 8. | Altin Patenciler SK             | 14 | 2  | 0 | 12 | 28: 176 | 4      |

## Playoffs

### Spiel um Platz 3
- Büyükşehir Belediyesi Ankara SK – İstanbul Paten SK 5:0 (nach Nichtantritt)

### Finale
- Polis Akademisi ve Koleji – İzmit Büyüksehir BSK 8: 2

## Beste Scorer
|    | Spieler          | Team             | Tore | Assists | Punkte |
| -- | ---------------- | ---------------- | ---- | ------- | ------ |
| 1. | Ömer Arasan      | Polis Akademisi  | 26   | 50      | 76     |
| 2. | Emrah Özmen      | Polis Akademisi  | 24   | 44      | 68     |
| 3. | Tugcan Ayyildiz  | İzmit Büyüksehir | 43   | 23      | 66     |
| 4. | Tufan Dinc       | Polis Akademisi. | 45   | 19      | 64     |
| 5. | Göktürk Taşdemir | Polis Akademisi  | 40   | 22      | 62     |